# Apicia fundaria
Apicia fundaria là một loài bướm đêm trong họ Geometridae.